# Assemblée médiévale
La seconde moitié du Moyen Âge occidental a vu le développement général des pratiques politiques de représentation. Les assemblées médiévales ont dès lors proliféré dans toute la chrétienté latine. Elles sont dans une large mesure à l'origine du constitutionnalisme en Occident. Les premières semblent avoir été réunies par des souverains de la péninsule ibérique au XIIe siècle. Elles sont nombreuses un peu partout à partir du XIIIe siècle, en vertu du principe Quod omnes tangit ab omnibus tractari debet (« Ce qui concerne tout le monde doit être discuté et approuvé par tout le monde »). Parmi les plus célèbres figurent le Parlement anglais, les Cortès de plusieurs royaumes ibériques  et les États généraux français (qui ne prennent ce nom qu'au XIVe siècle).
La première fonction de ces assemblées était de consentir à l'impôt. Peu à peu, elles parvinrent pour beaucoup d'entre elles à imposer un certain contrôle sur l'action des princes en échange de ce consentement.
Dans l'Église, la place du concile, assemblée du clergé, prit une importance nouvelle à partir du Grand Schisme d'Occident (1378). La crise du conciliarisme opposa frontalement le concile de Bâle et le pape Eugène IV jusqu'à la victoire de ce dernier et de sa conception absolutiste du pouvoir pontifical en 1449.
Dès la première moitié du XIVe siècle, les réflexions ecclésiologiques d'intellectuels comme Guillaume Durant le Jeune, Marsile de Padoue et Guillaume d'Ockham avaient développé l'idée de la supériorité politique des assemblées représentatives du peuple et du clergé sur le pape.